# Hybanthus serratus
Hybanthus serratus är en violväxtart som först beskrevs av Rodolfo Amando Philippi, och fick sitt nu gällande namn av Hassler. Hybanthus serratus ingår i släktet Hybanthus och familjen violväxter. Inga underarter finns listade i Catalogue of Life.